# Terra dura carbonatada

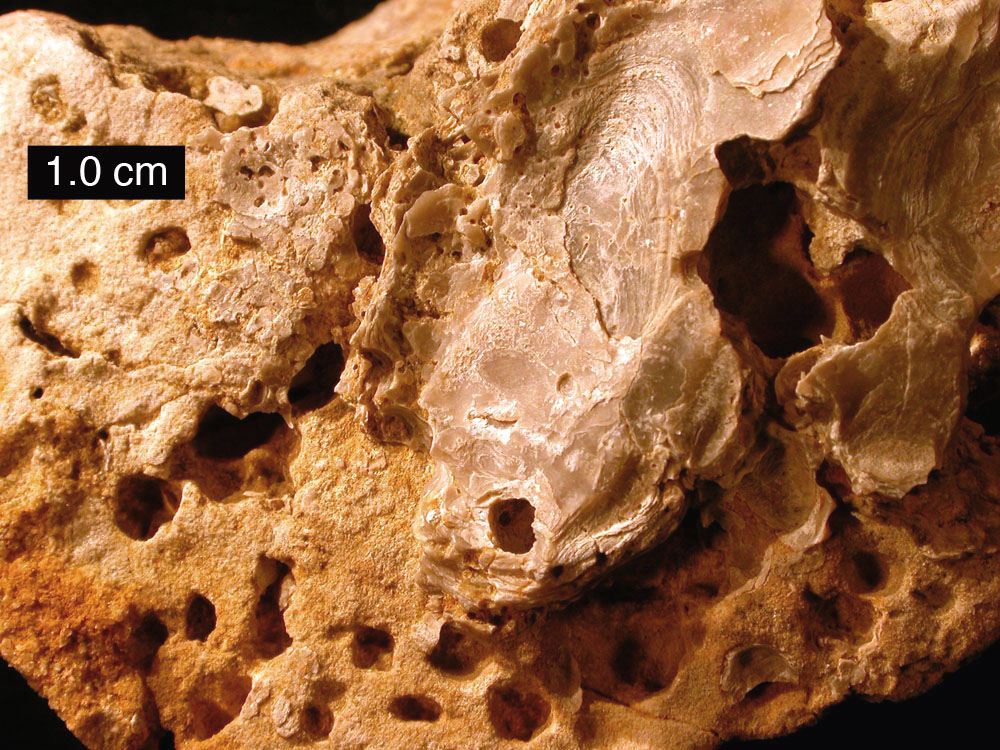
Terra dura del Cretaci a Texas amb ostres incrustades i forats de Gastrochaenolitae L'escala de la barra és 1,0 cm

Les terres dures carbonatades, en anglès: Carbonate hardgrounds, són superfícies de capes de carbonats sedimentàriament cimentades que ha estat exposades en el llit marí (Wilson and Palmer, 1992). Per tant, una terra dura carbonatada és essencialment un llit marí litificat. Es poden veure antigues terres dures en les seqüències de pedra calcària (especialment bryozoa, ostres, percebes, cornulítids, hederellidae i crinoïdeus), forats d'organismes marins produïts a través de la bioerosió, ciments de calcita marins o extenses superfícies mineralitzades per òxids de ferro o fosfat de calci (Palmer, 1982; Bodenbender et al., 1989). Les terres dures modernes normalment es detecten pel sonar en aigües somes o per tècniques com el radar.
Les terres dures carbonatades sovint hostatgen una fauna única i una flora adaptada a la superfície dura. Els organismes normalment es cimenten entre ells i s'alimenten per filtració (Brett and Liddell, 1982).
La majoria de les terres dures carbonatades es van formar durant els intervals del Mar de Calcita Els períodes Ordovicià-Silurià i el Juràssic-Cretaci tenen la majoria de les terres dures.
En l'estratigrafia i la sedimentologia sovint es fan servir les terres dures com indicadores de hiatus sedimentaris o esdeveniments d'inundació (Fürsich et al., 1981, 1992; Pope and Read, 1997).